# Forschungsstelle für Zahnräder und Getriebesysteme
Die Forschungsstelle für Zahnräder und Getriebesysteme (Kurzform: FZG, bis 2021: Forschungsstelle für Zahnräder und Getriebebau), der Lehrstuhl für Maschinenelemente der Technischen Universität München (TUM), ist ein Forschungsinstitut für Antriebstechnik im Bereich der Ingenieurdisziplin Maschinenbau. Leitender Ordinarius ist   Karsten Stahl.

## Geschichte
Die Forschungsstelle wurde 1951 von   Gustav Niemann gegründet, welcher mit wegweisenden Arbeiten auf den Forschungsgebieten Zahnräder und Getriebebau begann. Diese Forschungsbereiche wurden im Wesentlichen unter   Hans Winter, der im Oktober 1968  Niemann folgte, beibehalten. Bernd-Robert Höhn trat im Oktober 1989 die Nachfolge von   Winter als Ordinarius des Lehrstuhls für Maschinenelemente der TUM an. Unter seiner Leitung wurden die bisherigen Forschungsaktivitäten um die Bereiche stufenlose Umschlingungsgetriebe und autarker Hybridantrieb für Kraftfahrzeuge erweitert. Seit 2011 wird der Lehrstuhl von Karsten Stahl geleitet.
Die FZG bildet das Kompetenzzentrum für Fragen der mechanischen Antriebstechnik an der School of Engineering and Design (ehemals Fakultät Maschinenwesen) der TUM. Sowohl in der Forschung und Entwicklung als auch in der Normung nimmt die FZG national und international eine zentrale Rolle im Bereich der Antriebs- und Getriebetechnik ein.
Die Forschungsprojekte der FZG reichen von theoretisch ausgerichteten Grundlagenarbeiten bis zu   anwendungsnahen experimentellen Arbeiten. Finanziert und getragen werden die Projekte durch unterschiedliche Organisationen. Ein Großteil der Projekte wird von der Forschungsvereinigung Antriebstechnik (FVA), meist zusammen mit dem Projektträger des Deutschen Zentrums für Luft- und Raumfahrt (DLR Projektträger), initiiert, finanziert und betreut. Weitere   Forschungspartner sind   die Deutsche Forschungsgemeinschaft (DFG), die Bayerische Forschungsstiftung, die Deutsche Wissenschaftliche Gesellschaft für nachhaltige Energieträger, Mobilität und Kohlenstoffkreisläufe (DGMK), die Forschungsvereinigung Verbrennungskraftmaschinen (FVV) oder die Stahlforschung. Darüber hinaus werden anwendungsorientierte Projekte direkt von der Industrie angefragt und beauftragt.
Alle 2 Jahre werden an der FZG die VDI International Conference on Gears, die VDI International Conference on Gear Production sowie die VDI International Conference on High Performance Plastic Gears abgehalten.
Im Oktober 2021 wurde die FZG in Forschungsstelle für Zahnräder und Getriebesysteme umbenannt.

## Forschung
Experimentelle und theoretische Untersuchungen an Getriebekomponenten und Antriebssystemen bilden den Kern der Forschungsinhalte an der FZG.

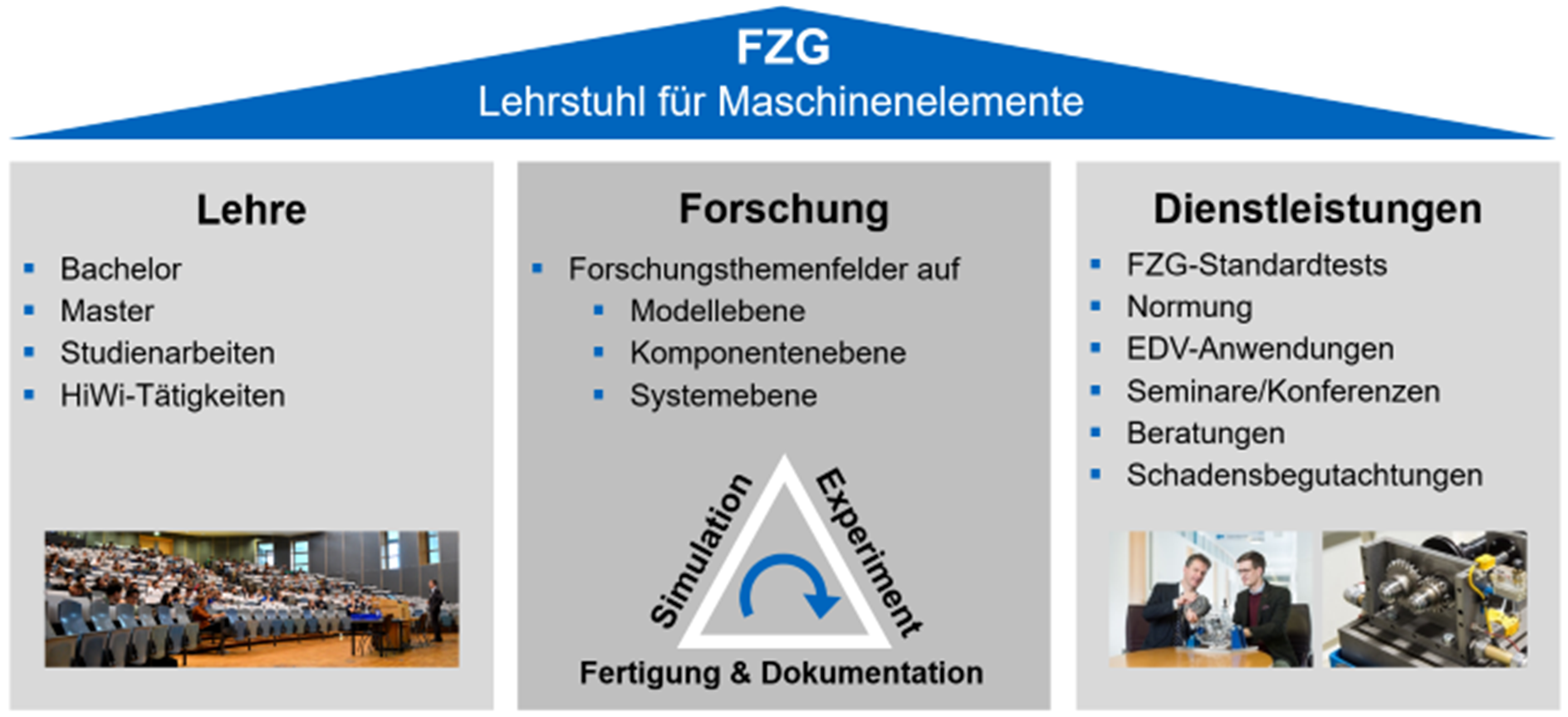
Überblick über die Forschungsinhalte und -tätigkeiten an der FZG

### Komponenten
Ein wesentlicher Bestandteil der Forschungsaktivitäten an der FZG untersucht die Komponenten von Getrieben. Dazu zählen insbesondere
- Zahnräder (Stirnradgetriebe, Planetengetriebe, Kegel- und Hypoidradgetriebe, Schneckenradgetriebe),
- Synchronisierungen,
- Lamellenkupplungen und
- Wälzlager.

### Antriebssysteme / elektromechanische Antriebe
Neben den Komponenten liegt ein Fokus ebenso auf der Konzeption, Simulation und experimentellen Untersuchung von diversen Antriebssystemen sowie deren Umsetzung in realen Fahrzeugprototypen und diversen Anwendungen.

### Schwerpunkte
Die Komponenten und Antriebssysteme / elektromechanische Antriebe werden an der FZG schwerpunktmäßig hinsichtlich folgender Kriterien untersucht:
- Verzahnungsgeometrie
- Tragfähigkeit
- EHD-/Tribokontakt
- Wirkungsgrad
- Getriebedynamik / NVH
- Alternative Zahnrad-Werkstoffe, Composites und Beschichtungen
- Betriebsfestigkeit

### Simulations- und Berechnungsprogramme
An der FZG wurden diverse Anwendungsprogramme im Bereich der Komponenten- und Antriebsentwicklung erarbeitet. Eine Auswahl ist im Folgenden dargestellt:
| Programm  | Verwendung |
| --------- | --- |
| GAP       | Erste Auslegung von Getrieben |
| FLAGEN    | Erzeugung beliebiger Verzahnungsgeometrien |
| STplus    | Berechnung von Verzahnungsgeometrie und Tragfähigkeit von Stirnrädern nach DIN 3990, ISO 6336, AGMA und anderen Berechnungsverfahren                                                                                              |
| KNplus    | Berechnung von Kegelradgeometrie- und Kegelradtragfähigkeit nach ISO 10300 und weiteren Verfahren |
| LAGER2    | Berechnung der Wälzlagersteifigkeit (innere Belastungen und Pressungen) sowie der (modifizierten Referenz-)Lagerlebensdauer nach DIN ISO 281                                                                                      |
| RIKOR     | Berechnung von Wellenverformung, Lagerdurchsenkung, Zahnflankenkorrekturen, Lastverteilung im Zahnkontakt, schadensrelevanten Beanspruchungen und Tragbild bei gerad-, schräg- und doppelschrägverzahnten Stirnrädern             |
| WTplus    | Bestimmung des Wirkungsgrades und des Wärmehaushalts von beliebigen Handschalt-, Automatik- und Industriegetrieben |
| DZP       | Berechnung von Drehwegfehler, Kraftanregung, Eigenfrequenzen und dynamischen Zusatzkräften in gerad- und schrägverzahnten Stirnradgetrieben                                                                                       |
| SNESYS    | Auslegung und Nachrechnung von Schneckengetrieben |
| SYNTEM    | Berechnung der Temperaturentwicklung in einer Schaltgetriebe-Synchronisierung während einer Schaltung (Innen-, Außen-, Doppel- oder Dreikonus-Synchronisierungen unter weitgehend freier Wahl von Reibflächenaufbau / -geometrie) |
| KUPSIM    | Berechnung des Temperaturhaushalts in Lamellenkupplungen/-bremsen unter Berücksichtigung der Wärmeabfuhr durch das Öl für einzelne Reibphasen sowie Kühlphasen-Kollektive                                                         |
| SCHRAD2   | Berechnung der Verzahnungsgeometrien und Toleranzen für Schraubradpaarungen sowie Verzahnungskräfte, resultierende Lagerkräfte und Geschwindigkeitsverhältnisse im Zahnkontakt.                                                   |
| TriboMesh | Berechnung von fluidfreien und geschmierten Wälzkontakten unter Verwendung multiphysikalischer Simulationen. |

Darüber hinaus werden rechnerische Untersuchungen durch Simulation mittels Finite Elemente Methode (FEM) und Computational Fluid Dynamics (CFD) durchgeführt.
Im Rahmen der FVA-Drittmittelforschung wurde an der FZG zur übergreifenden Betreuung von Getriebesoftware die Stelle „Softwaremanager“ eingerichtet. Diese dient dem Erhalt, der Zukunftssicherung und der Modularisierung bestehender Software sowie der programmübergreifenden Sicherstellung einer für die Zukunft tragfähigen Softwareentwicklungsstrategie. Für bestehende Software dient die FZG damit auch den FVA-Mitgliedsfirmen als Ansprechpartner auf dem Gebiet der Rechneranwendung in der Antriebstechnik. Zusätzlich besteht eine enge Zusammenarbeit mit der FVA GmbH zum Ziel der Weiterentwicklung der FVA-Workbench. Darin sind viele der gelisteten FZG-Rechenprogramme enthalten. Einige der in der deutschen Antriebstechnik weit verbreiteten und anerkannten Programme zur Getriebeberechnung wurden und werden an der FZG entwickelt.

## Projekte und Dissertationen
Diversen Projekten und Forschungsvorhaben seit 1951 entstammen 260 Dissertationen der FZG (Stand: 13. Mai 2025).

### Mitwirkung an Projekten (Auszug)
- MUTE[12]
- Visio.M[13][14]
- Speed2E[15]
- Speed4E[16]
- Opt4E[17]
- Rolls-Royce UltraFan®-Triebwerk[18]
- HiPerComp[19][20]
- Massiver Leichtbau[21]

## Veröffentlichungen
Seit der Gründung im Jahr 1951 wurden zahlreiche Veröffentlichungen in verschiedenen Journals, Konferenz-/Tagungsbänden oder Forschungsplattformen durch die FZG publiziert. Viele davon sind in wissenschaftlichen Datenbanken wie beispielsweise Scopus gelistet (312 Veröffentlichungen, Stand: 20. Februar 2019).